# Southern Leyte

Prowincja Southern Leyte na mapie Filipin

Southern Leyte (fil. Timog Leyte) – prowincja na Filipinach w regionie Eastern Visayas, położona w południowej części wyspy Leyte i zajmuje jedną czwartą jej powierzchni.
Od północy graniczy z prowincją Leyte, od południa poprzez cieśninę Surigao graniczy z prowincją Surigao del Norte na wyspie Mindanao, od południowego wschodu poprzez cieśninę Canigao graniczy z wyspą i prowincją Bohol, od zachodu poprzez Morze Camotes graniczy z prowincją Cebu na wyspie Cebu.
Powierzchnia: 1797,2 km². Liczba ludności: 390 847 mieszkańców (2007). Gęstość zaludnienia wynosi 217,5 mieszk./km². Stolicą prowincji jest Maasin.